# Remote Tower Control
Remote Tower Control (RTC), auch Remote Virtual Tower (RVT) genannt, ist ein Konzept, bei dem der Flugverkehrsdienst (ATS) an einem Flughafen an einem anderen Ort als im örtlichen Kontrollturm durchgeführt wird. Obwohl es ursprünglich für Flughäfen mit geringem Verkehrsaufkommen entwickelt wurde, wurde es 2021 auf einem großen internationalen Flughafen, dem London City Airport (84.260 Flugbewegungen im Jahr 2019), installiert.
Der erste Remote-Tower wurde im April 2015 in Schweden in Betrieb genommen. Im Jahr 2019 war der Scandinavian Mountains Airport in Dalarna, Schweden, der weltweit erste Flughafen, der ohne traditionellen Tower gebaut wurde und ferngesteuert wird.

## Konzept
Anstatt sich in einem Flughafen-Tower zu befinden, arbeiten die Fluglotsen (ATCO) oder Fluginformationsdienstbeamten (AFISO) in einem entfernten Towerzentrum, von wo aus sie den Flugsicherungsdienst bereitstellen. Durch Kameras und Sensoren behalten sie den Überblick über das Geschehen auf dem Flugfeld.
Das RTC-Konzept zielt darauf ab, Folgendes bereitzustellen:
- Remote-Tower-Dienste an kleinen und mittelgroßen Flughäfen durch Personal, welches in einem Remote-Tower-Center an einem anderen Ort stationiert ist.
- Notfalldienste an Großflughäfen, im Falle eines Brandes oder anderer Ereignisse, die sich im Kontrollturmgebäude ereignen könnten. Die Notfalleinrichtung sollte sich an einem sicheren, nahegelegenen, aber physisch anderen Standort befinden.

## Mögliche Vorteile
Der Hauptvorteil von RTC liegt in der Kosteneffizienz.
Die Kosteneinsparungen ergeben sich aus folgenden Faktoren:
- Es ist nicht erforderlich, Kontrollturmgebäude und -einrichtungen an den örtlichen Flughäfen zu bauen und zu warten.[5] Die Bau- und Betriebskosten eines entfernten Turms und seiner Einrichtungen sind im Vergleich zu einem herkömmlichen Turm viel niedriger.[6]
- Effizienterer Einsatz von Personalressourcen (ATCOs und AFISOs), insbesondere durch die Betreuung mehrerer Flughäfen mit mittlerem bis geringem Verkehrsaufkommen von einem zentralen Standort aus.

Es besteht auch ein großes Potenzial, Flüge, die entweder außerhalb der Kernöffnungszeiten des Flughafens stattfinden, besser und kosteneffizienter abzuwickeln oder den außerplanmäßigen Verkehr (Ambulanzflüge und Such- und Rettungshubschrauber) mit einem zu bedienen Flugverkehrsdienst während der Nachtzeit, wenn kleinere Flughäfen normalerweise geschlossen wären.